# Топ лига
Топ лига (енгл. Top League) је најача професионална рагби јунион лига у Јапану и једна од најбогатијих рагби јунион лига на свету.

## Историја
Рагби се почео играти у Јапану још у 19. веку. У Јапану има око 125 000 рагбиста и око 1 500 рагби клубова. Да би ојачали репрезентацију и повећали популарност рагбија челници јапанског рагби савеза су решили да 2003. формирају јако домаће такмичење.
Списак шампиона Јапана
2004. Кобе Стил Кобелко Стилерс
2005. Тошиба Брејв Лупус 
2006. Тошиба Брејв Лупус 
2007. Тошиба Брејв Лупус 
2008. Сантори Санголијат
2009. Тошиба Брејв Лупус 
2010. Тошиба Брејв Лупус 
2011. Панасоник Вајлд Најтс
2012. Сантори Санголијат
2013. Сантори Санголијат
2014. Панасоник Вајлд Најтс
2015. Панасоник Вајлд Најтс

## О лиги
Топ лига је индустријска лига, сваки од 16 рагби јунион тимова који учествује, је финансиран од јаке фирме. Многе рагби звезде су играле у овој лиги ( Џорџ Греган, Стефен Ларкам, Џорџ Смит, Џејмс Хескел, Џери Колинс, Ма Нону, Сони Бил Вилијамс, Алезана Туилаги, Шејн Вилијамс... ). Просечна посећеност на утакмицама је око 5 000 гледалаца.